# Nordstrandischmoor
Nordstrandischmoor est une île allemande située dans la mer du Nord. Elle est rattachée au land du Schleswig-Holstein situé au nord du pays.

## Géographie
Cette petite île de 163 hectares regroupe une cinquantaine d'habitants, elle est reliée au continent par une digue longue d'environ 3 kilomètres sur laquelle circule un chemin de fer à voie étroite.